# Escândalo da parabólica
O escândalo da parabólica foi resultado de uma transmissão televisiva vazada em 1 de setembro de 1994, de uma conversa entre Rubens Ricupero, então ministro da Fazenda do Brasil, e o jornalista Carlos Monforte  da Rede Globo, seu cunhado, enquanto se preparavam para entrar no ar ao vivo no Jornal da Globo daquele dia. 
Essa transmissão foi feita por meio do canal privativo de satélite da Embratel, acessível pelos lares com antena parabólica. Nela, Ricupero afirmou: "Eu não tenho escrúpulos; o que é bom a gente fatura, o que é ruim a gente esconde".
A gravação dessa conversa foi amplamente divulgada nos telejornais do dia seguinte. O "escândalo" ganhou proporções, sendo amplamente divulgado pelo Partido dos Trabalhadores (PT), então na oposição, como se viesse a revelar que o governo ocultava fatos da população, mas nada foi investigado. Ele culminou com a renúncia do ministro, sem maiores repercussões, uma vez que Fernando Henrique Cardoso venceu Lula ainda no primeiro turno do pleito.